# Elektrická jednotka 671
Elektrické jednotky řady 671 (typové označení Škoda 4Ev) jsou dvousystémové třívozové elektrické jednotky provozované Železničnou spoločností Slovensko a vyrobené českou firmou Škoda Vagonka. Každá jednotka je složena z elektrického vozu řady 671, vloženého vozu řady 071 a řídicího vozu řady 971. Vyráběna byla v letech 2009 a 2014–2015.
Dne 30. prosince 2008 byla uzavřena smlouva na dodávku 10 jednotek řady 671 odvozených od řady 471 Českých drah (CityElefant) s konstrukční rychlostí 160 km/h, určených k použití v okolí Žiliny, Trenčína a Košic. První vozidlo mělo být dodáno 18 měsíců po uzavření smlouvy a poslední vozidlo 47 měsíců po podpisu.
První vyrobená jednotka byla slavnostně představena v areálu výrobce dne 5. února 2010, první zkušební jízdu na trase Žilina – Varín absolvovala 27. května 2010 a následující den byla oficiálně představena veřejnosti v Žilině. Pravidelný provoz jednotek řady 671 byl zahájen 12. prosince 2010.

## Odvozené typy

### Česká republika
- Řada 471 České dráhy (140 km/h, 3 kV ss)

Uvažovalo se též o možnosti odvozených dvousystémových variant včetně dálkové verze. O stavebnicovém odvozování dalších jedno i vícesystémových jednotek s variantami maximální rychlosti 120, 140, 160 a 200 km/h a možnými variacemi uspořádání interiéru se zmiňovaly České dráhy i v dubnu 2007. Po několika doobjednávkách byl celkový počet jednotek stanoven na 83 a všechny zůstaly v původní jednosystémové verzi.
- České dráhy objednaly 5 třívozových souprav push-pull shodných se soupravami pro Deutsche Bahn. Soupravy jsou určené pro provoz v Moravskoslezském kraji na lince S6 z Ostravy do Frenštátu pod Radhoštěm. Ze začátku provozu je má táhnout motorová lokomotiva řady 750.7.[zdroj?]

### Export
- Řada 575 Litevských železnic (140 km/h, 25 kV 50 Hz)
- Řada 675 Ukrajinských železnic (160 km/h, 3 kV ss, 25 kV 50 Hz)
- Řada 951 ZSSK (160 km/h, push-pull jednotka bez hnacího elektrického vozu)
- Deutsche Bahn – DB Regio objednala 6 souprav (push-pull,189 km/h) s lokomotivou Škoda 109E. Soupravy mají být dodány v roce 2016

## Provoz a využití
V jízdním řádu 2023/24 jsou v provozu na regionálních vlacích z Bratislavy do Kút, Trnavy a Nových Zámků.